# 程派八卦掌
程派八卦掌（ていははっけしょう）とは中国北方の武術である八卦掌の門派の1つ。
八卦掌の開祖である董海川の高弟程廷華を祖とする。中国北派武術の中でも成立した時期の最も新しい門派の1つである。開祖の程廷華は尹福（董海川の開門弟子）と並ぶ八卦門の有力な弟子の1人で、董海川の墓誌によると第4番目の弟子にあたる人物と考えられる。北京市内で眼鏡店を経営としていたため、世人から眼鏡程と言う異名でも呼ばれた。
八卦掌は元来、拳よりむしろ開掌を用いる事が多いために八卦拳ではなく八卦掌の名がある。尹福の伝えた尹派八卦掌が五指を揃えた牛舌掌を用いるのに対して、程廷華の伝えた程派八卦掌は龍爪掌と言う五指を開いた掌形を用いるのを特徴とした。
程廷華は北京市内において眼鏡店を経営しながら多くの弟子や学生に八卦掌を教授した。八卦掌の諸門派においては程廷華の程派と尹福の尹派は二大潮流であるが、尹福の伝えた尹派八卦掌は宮廷内のごく限られた護衛関係の人間の間において主に伝えられたために、八卦掌と言うと程派八卦掌の事を指す事が多かったとも言われている。

## 特徴
技術的特長としては諸説があるが、尹派八卦掌が六十四掌による伝承を主軸とするのに対して、程派八卦掌は八母掌（八大掌）を基本に展開して行く傾向があると言う。

## 伝承者
著名な伝承者として長男の程有龍、次男の程有信、甥の程有功、孫家拳を開いた孫禄堂、李文彪などがいる。